# Tekisui Giboku
Tekisui Giboku (ur. 1822, zm. 1899; jap. 滴水宜牧) – japoński mistrz zen szkoły rinzai, znany także jako Yuri (由理) Tekisui.

## Życiorys
Urodził się w Kioto. Rozpoczął praktykę w młodym wieku w licznych świątyniach i klasztorach w okolicy jego zamieszkania. W wieku 18 lat usłyszał o mistrzu zen Gisanie Zenraiu (zm. 1877), który prowadził wówczas klasztor Sōgen-ji w Okayamie. Udał się do tego miasta i został uczniem mistrza Gisana. Po dziesięciu latach intensywnej praktyki mistrz potwierdził jego doświadczenie oświecenia.
W 1849 roku Tekisui powrócił do Kioto, gdzie został opatem mało znanej świątyni.
W 1863 roku odwiedził klasztor Tenryū. Pozostał w tym klasztorze nawet w czasie zamieszek, w wyniku których budynki klasztorne zostały spalone. Zarówno Tekisui jak i jego uczniowi Gasanowi Shōteiowi udało się przeżyć. Wkrótce po zakończeniu walk, Tekisui rozpoczął odbudowywać klasztor. Prace posuwały się bardzo powoli z braku funduszów, więc Tekisui prowadził wykłady w zrujnowanym klasztorze.
W 1871 roku został wyznaczony 236 opatem Tenryū-ji, a w rok później stanął na czele linii przekazu związanej z tym klasztorem.
Był przywódcą oporu przeciwko ruchowi haibutsu kishaku oraz wytrwałym obrońcą buddyzmu. Podróżował niestrudzenie po całej Japonii; w tym czasie powoli budowano nowe budynki w Tenryū-ji.
Jednym z celów jakie przed sobą postawił, było zgromadzenie tylu uczniów w klasztorze, aby zabezpieczyć dalszy rozwój tej linii przekazu. Stało się to możliwe, gdy odbudowano budynki mnichów i Dharmy.
W 1892 roku Tekisui zrezygnował ze stanowiska opata klasztoru, aby zrobić miejsce dla swojego ucznia Ryōena Genseki (1842–1918). Jednak po kilku latach, gdy konieczna stała się rozbudowa klasztoru Ryōen zrezygnował z funkcji opata i znów opatem został Tekisui. W 1899 roku zakończono wreszcie odbudowę Tenryū-ji.
Mistrz zen Tekisui Giboku zmarł w 1899 roku.
Tuż przed śmiercią napisał wiersz:

Jedna kropa wody z Sōgen
Przez siedemdziesiąt cztery lata
Była używana, nigdy wyczerpana,
Przez niebiosa i ziemię.

## Linia przekazu Dharmy zen
Pierwsza liczba oznacza liczbę pokoleń od Pierwszego Patriarchy chan w Indiach Mahakaśjapy.
Druga liczba oznacza liczbę pokoleń od Pierwszego Patriarchy chan w Chinach Bodhidharmy.
Trzecia liczba oznacza początek nowej linii przekazu w innym kraju.
- 52/25. Songyuan Chongyue (1139-1209)
  - 53/26. Wuming Huixin (bd)
    - 54/27. Lanxi Daolong (1213-1278)

  - 53/26. Yun’an Puyan (1156-1226)
    - 54/27. Xutang Zhiyu (1185-1269)
      - 55/28/1. Nampo Jōmyō (1235-1309) (także Shōmyō; Daiō Kokushi) Japonia. Szkoła rinzai.
        - 56/29/2. Hōō Soichi (1274-1357)
          - 57/30/3. Daichū Sōshin (bd)
            - 58/31/4. Gettan Sōkō (1326-1389)

        - 56/29/2. Shūhō Myōchō (1282-1338) (także Daitō Kokushi)
          - 57/30/3. Tettō Gikō (1295-1369)
            - 58/31/4. Gongai Sōchū (1315-1390)
              - 59/32/5. Kesō Sōdon (1352-1428)
                - 60/33/6. Ikkyū Sōjun (1394-1481)
                - 60/33/6. Yōsō Sōi (1379-1458)
                  - 61/34/7. Shumpo Sōki (1416-1496)
                    - 62/35/8. Jitsuden Sōshin (1434-1507)
                      - 63/36/9. Kogaku Sōkō (1465-1548)
                        - 64/37/10.
                          - 65/38/11. Shōrei Sōkin (1489-1568)
                            - 66/39/12. Kokei Sōchin (1515-1597)
                            - 66/39/12. Shun’oku Sōen (1529-1611)
                              - 67/40/13. Kōgetsu Sōgan (1574-1643)
                              - 67/40/13. Kobori Enshū (bd)

                            - 66/39/12. Ittō Shōteki (1539-1612)
                              - 67/40/13. Takuan Sōhō (1573-1645) nie zostawił spadkobierców

          - 57/30/3. Kanzan Egen (także Muso Daishi) (1277-1360)
            - 58/31/4. Juō Sōhitsu (1296-1380)
              - 59/32/5. Muin Sōin (1326-1410)
                - 60/33/6. Nippo Soshun? (1368-1448) niepewny
                  - 61/34/7. Sekkō Sōshin (także Tozen) (1408-1486)
                    - 62/35/8. Tokūho Zenketsu (1419-1506)
                      - 63/36/9.
                        - 64/37/10.
                          - 65/38/11. Daigu Sōchiku (1584-1669)
                          - 65/38/11. Ungo Kiyō (1583-1659)

                    - 62/35/8. Tōyō Eichō (1429-1504)
                      - 63/36/9. Yozan Keiyo (bd)
                        - 64/37/10. Gudō Tōshoku (1579-1676)
                          - 65/38/11. Kengan Zen’etsu (1623-1701)
                            - 66/39/12. Kogetsu Zenzai (1667-1751)
                              - 67/40/13. Gessen Zenne (1702-1781)
                                - 68/41/14. Seisetsu Shūcho (1746-1820)
                                - 68/41/14. Sengai Gibon (1750-1837)
                                  - 69/42/15. Tangen Tōi (bd)

                          - 65/38/11. Isshi Monju (1608-1646)
                          - 65/38/11. Shidō Munan (Bunan) (1603-1676)
                            - 66/39/12. Dōkyō Etan (także Shōju Rojin) (1642-1721)
                              - 67/40/13. Hakuin Ekaku (1685-1768)
                                - 68/41/14. Satsu świecka spadkobierczyni Dharmy
                                - 68/41/14. Tōrei Enji (1721-1792)
                                  - 69/42/15. Daikan Monju (1766-1842)

                                - 68/41/14. Gasan Jitō (1726-1797)
                                  - 69/42/15. Inzan Ien (1751-1814)
                                    - 70/43/16. Tōrin Sōju (zm. 1837)
                                      - 71/44/17. Settan Shōboku (1812-1873)
                                        - 72/45/18. Keichu Bundo (1824-1905)
                                        - 72/45/18. Tairyu Bun’i (1826-1880)
                                          - 73/46/19. Daigi Sogon (1841–1874)
                                            - 74/47/20. Sho’in I’so (1865-1924)
                                              - 75/48/21. Muin Isei (bd)
                                                - 76/49/22. Kaji’ura Itsugai (1896-?)
                                                  - 77/50/23. Hasegawa Seikan (ur. 1945)

                                    - 70/43/16. Taigen Shigen (1768-1837)
                                      - 71/44/17. Daisetsu Shōen (1797-1855)
                                        - 72/45/18. Dokun Jōshu (1819-1895)

                                      - 71/44/17. Gisan Zenrai (1802-1878)
                                        - 72/45/18. Tekisui Giboku (1822-1899)
                                        - 72/45/18. Ekkei Shuken (1809-1883)
                                        - 72/45/18. Kōsen Sōon (1816-1892)
                                          - 73/46/19. Kōgaku Sōen (1859-1919)
                                            - 74/47/20. Hōgaku Jikō (bd)
                                            - 74/47/20. Senzaki Nyogen (1876-1958)
                                            - 74/47/20. Tetsuō Sōkatsu (1870-1954)
                                              - 75/48/21. Zuigan Sōseki (Gotō Zuigan) (1879-1965)
                                                - 76/49/22. Nowick Walter (29 stycznia 1926-6 lutego 2013) USA
                                                - 76/49/22. Oda Sesso (1901-1966)
                                                  - 77/50/23. Sojun Kannon (bd)

                                                - 76/49/22. Morinaga Soko (1925-1995)

                                              - 75/48/21. Shigetsu Sōshin (Sasaki Shigetsu) (1882-1945)

                                  - 69/42/15. Takujū Kosen także Daido Enkan(1760-1833)
                                    - 70/43/16. Sozan Genkyō także Jinki Myoyo(1798-1866)
                                      - 71/44/17. Kasan Zenryo (1824-1893)
                                        - 72/45/18. Sōhan Gempō także Sohan Genho(1848-1922)
                                          - 73/46/19. (Yamamoto) Gempō Giyū (1869-1861)
                                            - 74/47/20. (Nakagawa) Sōen Genju (1907-1984) USA – szkoła ameryk. rinzai
                                              - 75/48/21. Suzuki Sochu (1921-1 stycznia 1990)
                                              - 75/48/21. Maurine Myoon Freedgood (3 marca 1922-26 lutego 1990)
                                              - 75/48/21. Shimano Eidō Tai (ur. 1932)

                                      - 71/44/17. Razan Gemma (1815-1867)
                                        - 72/45/18. Nan’in Zengu (1834-1904)

                                    - 70/43/16. Myōki Sōseki (1774-1848)
                                      - 71/44/17. Karyō Zuika (1790-1859)
                                        - 72/45/18. Tankai Genshō (1811-1898)
                                          - 73/46/19. Dokutan Sōsan (1840-1917)
                                            - 74/47/20. Nanshinken Mukai Koryō (1864-1935)
                                              - 75/48/21. Nakamura Kyōsan Taiyū (1886-1954)
                                                - 76/49/22. Miura Isshū Jitō (1903-1978) nie zostawił spadkobiercy Dharmy